# Mark Schaaf
Mark Schaaf (Hoorn, 23 september 1982) is een televisiepresentator, acteur en model.

## Biografie
Na zijn vwo studeerde hij bedrijfseconomie op de Hogeschool Inholland. Na het behalen van zijn diploma besloot hij te gaan werken in de Jimmy Woo in Amsterdam. Na een paar jaar als bedrijfsleider gewerkt te hebben maakte Schaaf in 2007 een carrièreswitch. Hij schreef zich in bij de KVK en begon met modellenwerk.

## Televisie
Na een aantal jaren modellenwerk begon Mark met presenteren. Hij presenteerde in 2012 het verkeersprogramma "Groen Licht" en in 2014 zette hij zijn eerste stappen op de nationale televisie toen hij ging werken bij STIMS Media producties. Vanaf 2017 werkt Mark als presentator en verslaggever voor Talpa. Via Talpa kwam hij terecht bij het internationale bedrijf Glory Kickboxing. Hiervoor presenteert Mark tijdens de gala's, interviewt hij de vechters en staat regelmatig tijdens de persconferenties of wegingen als MC op het podium. Toen de kickboksorganisatie een samenwerking met Videoland aanging, werd Mark het gezicht van de vechtsport als presentator van Glory Kickboxing en Bellator.

### Programma's
- 2014 - Mijn Lifestyle (SBS6)
- 2015 - Bruisend Horeca (SBS6)
- 2015 - Nederland Presenteert (SBS6)
- 2015 - Alles over Wonen (SBS6)
- 2015 - Ondernemen Doen We Zo (RTL7)
- 2016 - Hier aan de Kust (SBS6)
- 2016-2017 - Nederland Heeft Het (RTL4)
- 2017-heden - Op De Camping (SBS6)
- 2017-2020 - Shownieuws (SBS6)
- 2018 - Hart van Oranje (SBS6)
- 2018 - Glory Kickboxing: Time to Fight (Veronica)
- 2019 - Bellator (Spike TV)
- 2019 - UFC (Veronica)
- 2020-heden - Glory Kickboxing (verschillende kanalen/zender)
- 2021 - 112 Vandaag (verslaggever) (RTL5)
- 2022-heden - GLORY Kickboxing (Videoland)
- 2022-heden - De 8 van GLORY (Videoland)
- 2023-heden - Bellator (Videoland)
- 2023 - House of GLORY (Videoland)
- 2024 - De Bondgenoten (SBS6, inval)[1]

## Overig
Als deelnemer won Schaaf in 1999 het televisieprogramma Fear Factor. In 2009 won hij het televisieprogramma WipeOut.
Schaaf nam deel aan het in 2022 uitgezonden realityprogramma Special Forces VIPS, waarbij hij met succes een door commando's opgezet trainingsprogramma doorliep. In 2024 deed hij mee aan het televisieprogramma Moordfeest. In datzelfde jaar deed hij mee aan het televisieprogramma 30 seconds.
Schaaf heeft drie kinderen: een dochter met zangeres Jennie Lena en een zoon en een dochter met zijn huidige partner.